# Die Legenden
Die Legenden (Originaltitel: Las Leyendas, Alternativtitel: Legend Quest) ist eine mexikanische Zeichentrickserie, die seit 2017 produziert und auf Netflix erstveröffentlicht wurde.

## Handlung
Der 12-jährige Junge Leo lebt auf einem magischen Schiff, das durch die Zeit reist und verfügt über die Fähigkeit, mit Geistern zu reden. Nachdem seine Stadt in New Spain von bösen Gestalten attackiert wurde, verbündet er sich mit seinen Freunden Teodora, Don Andres und Alebrije und kämpft gegen Monster, Geister und andere Gestalten, die Böses im Schilde führen.

## Produktion und Veröffentlichung
Die Serie wird seit 2017 von Ánima Estudios in Mexiko produziert. Die ersten beiden Staffeln wurden als Netflix Original 2017 und 2019 veröffentlicht. Ab der dritten Staffel zeigt sich das Londoner Unternehmen CAKE für die Vermarktung verantwortlich.
Erstmals ausgestrahlt wurde die Serie weltweit am 24. Februar 2017 im Angebot von Netflix. Die zweite Staffel wurde am 5. Oktober 2019 veröffentlicht.

## Besetzung
Die deutschsprachige Synchronisation entsteht im Auftrag der SDI Media in Berlin nach den Dialogbüchern und unter Dialogregie von Jeffrey Wipprecht.
| Rolle                  | Originalsprecher  | Synchronsprecher |
| ---------------------- | ----------------- | ---------------- |
| Leonardo San Juan      | Benny Emmanuel    | René Dawn-Claude |
| Teodora Villavicencio  | Mayté Cordeiro    | Esra Vural       |
| Don Andrés Artasánchez | Andrés Couturier  | Klaus-Peter Grap |
| Alebrije               | Ricardo O’Farrill | Armin Schlagwein |

## Episodenliste
| Nr. (ges.)                                                                | Nr. (St.) | Deutscher Titel         | Originaltitel           |
| ------------------------------------------------------------------------- | --------- | ----------------------- | ----------------------- |
| 1                                                                         | 1         | Die Prophezeiung        | La Profecía             |
| 2                                                                         | 2         | Der Jersey Devil        | El Demonio de Jersey    |
| 3                                                                         | 3         | Der Nachtalb            | El Mart                 |
| 4                                                                         | 4         | Der Geist der Medusa    | El Fantasma de Medusa   |
| 5                                                                         | 5         | Der Vodnik              | El Vodnik               |
| 6                                                                         | 6         | Fenrir                  | Fenrir                  |
| 7                                                                         | 7         | Die Zahnfee             | El Hada de los Dientes  |
| 8                                                                         | 8         | Der Kaiju               | Kaiju                   |
| 9                                                                         | 9         | Nu Gui                  | Nu Gui                  |
| 10                                                                        | 10        | Señor Madera            | Mr. Madera              |
| 11                                                                        | 11        | El Chilán               | Der Chilan              |
| 12                                                                        | 12        | El Gólem                | Der Golem               |
| 13                                                                        | 13        | La Serpiente y El Huevo | Die Schlange und das Ei |
| Alle Folgen der ersten Staffel wurden am 24. Februar 2017 veröffentlicht. |           |                         |                         |